# 베티우스 발렌스
베티우스 발렌스(Vettius Valens, 120년 2월 8일 ~ 175년경)는 헬레니즘 점성가이며, 프톨레마이오스보다 다소 늦은 태생의 동시대의 사람이다.
발렌스의 주요 저서는 대략 150년에서 175년 사이에 저술된 그리스어로 된 열 권의 《명문집(Anthologiarum)》이다. 《명문집》은 그 시대에서부터 잔존되어오고 있는 가장 길고 상세한 점성술 논문이다. 실천적 전업 점성술사로서 베티우스 발렌스는 그 저서에 백 개 이상의 천궁도를 수록한다.
그는 본래 안티오케이아 출생이지만, 그의 실천을 개선하기 위해서 특유한 점성술 교의들을 찾아 이집트를 두루 순례했다. 그당시, 알렉산드리아는 여전히 옛 바빌로니아 점성술과 그리스 그리고 이집트 전통에 대한 여러 점성가들의 고장이었다. 그는 그러한 전통들로부터 습득한 것들과 그의 저서의 실천으로 얻은 경험들 그리고 그만의 교수방식으로 쓰여진 큰 분량의 저서를 출판했다. 따라서, 《명문집》은 그 시대의 실제적 실천 기법들을 종합한 것으로써 상당한 가치를 지닌다.
발렌스의 저서는 그가 알려지지 않은 고대의 많은 저자들과 권위자들의 견해들을 인용하고 있는 점으로도 중요성을 갖는다. 파라오 네켑소와 그의 대사체 페토시리스 그리고 2세기의 위경의 저자들에 기인하는 저작들의 단편들은 주로 발렌스의 저서에서의 직접적인 인용을 통해서 전해진다.
명문집의 사본 세 권은 모두 1300년 이상의 연대를 가진다. 그 문헌은 곳곳에서 지리멸렬함이 나타남에도 불구하고, 완성본인 것으로 평가된다.
고대 알렉산드리아의 천문학자이자 수학자이며 점성가 그리고 (가장 영향력 있는 점성술 저서인) 《테트라비블로스》의 저자 프톨레마이오스가 그의 사후 수세기 후에 일반적으로 헬레니즘 시대의 점성술의 거장으로 인정받았지만, 그 시대의 실제적 실천 점성술은 발렌스의 명문집에서 상술된 기법들과 유사하다는 견해가 거의 확정적이다. 현대의 학자들은 그 두 저자는 거의 동시대에 활약했고, 알렉산드리아에 살았다는 이유로, 그 둘 사이에서 중립을 유지하려는 경향이 있다. 그렇지만, 과학자이기도 했던 프톨레마이오스는 이론적으로 일관된 아리스토텔레스 학파의 인과론에 기초하는 형식을 창시하는데에 더 초점을 맞추는 경향이 있던 반면에, 발렌스는 고대의 전통으로부터 발생한 더 실재적인 기법들을 상술했다. 그러므로, 발렌스의 명문집에서 부여된 균형은 매우 교육적이다. 어떤 헬레니즘 점성술 저자도 독자에게 초기 로마와 후기 헬레니즘 시대의 실천적 점성술 기법에 대해서 속세를 이해하는 것만큼의 식견을 제공해주지 못한다.
그는 전통적 의 무익함을 깨닫고, 대체적인 종교로써 운명을 선택했다. 그에게 있어서 그러한 절대적인 결정은 감정적 만족을 가져다주었고 거의 신비적인 감성을 각성시켰다. 모든 것은 이미 결정되어 있다는 것을 깨닫는 것은 누군가에게 구원의 열망과 근심으로부터 해방감을 가져다 줄 수도 있다.

## 참고 문헌
- J. Komorowska, 《Vettius Valens of Antioch: An Intellectual Monography》 (Cracow: Ksiegarnia Akademicka, 2004; ISBN 83-7188-721-3)
- Neugebauer, O. and Van Hoesen, H.B. 《Greek Horoscopes》, (Philadelphia, American Philosophical Society, 1959).
- Vettius Valens. 《Anthologiarum libri novem》, ed. David Pingree (Leipzig, 1986). (그리스어)
- Vettius Valens d'Antioche. 《Anthologies Livre 1》, translation and commentary (프랑스어),  J.Fr. Bara (Leiden: Brill, 1989).
- Vettius Valens. 《The Anthology》. Book III. [translated by Robert Schmidt and edited by Robert Hand.]  Project Hindsight, Greek Track, Vol. VIII (The Golden Hind Press, Berkeley Springs, WV, 1994).